# Hans Cloos
Hans Cloos (ur. 18 listopada (według innych danych 8 listopada) 1885 w Magdeburgu, zm. 26 września 1951 w Bonn) – niemiecki geolog, profesor Uniwersytetu Wrocławskiego.

## Życiorys
Studia geologiczne odbywał na uniwersytetach w Bonn, Jenie i Freibergu, na tym ostatnim obronił w 1910 doktorat z badań nad jurą. Później prowadził badania jury wysp indonezyjskich, a później zlodowaceń przedkarbońskich w Południowej Afryce, będące podstawą habilitacji z 1915. W 1919 został wybrany na dyrektora Instytutu Geologii i Paleontologii Uniwersytetu Wrocławskiego. Od tego roku badał Sudety i ich przedpole (blok przedsudecki), wnosząc bardzo istotny wkład do poznania budowy geologicznej tego rejonu. Szczególnie ważne odkrycia dotyczyły granitoidów sudeckich, zwłaszcza ich ciosu oraz odtworzenia historii geologicznej Sudetów (pierwsze opracowanie regionalne poświęcone Sudetom – 1925).
Jego pierwszym doktorantem (w 1922) był Henryk Stenzel. W 1926 Hans Cloos przeniósł się na Uniwersytet w Bonn.

## Prace
Lista publikacji Cloosa (źródło: Geolog. Rundschau, Sonderb.41, Maj 1953):
- 1910 Tafel- und Kettenland im Basler Jura.(N.Jb.f.Min.B.Bd.30, Stuttgart 1910)
- 1911 Geologie des Erongo im Hererolande.(Vorl.Mitt.Beitr.z.geol.Erf.d.Dt.Schutzgeb.,H.3,Berlin 1911)
- 1911 Geol. Beobachtugen in Südafrika: I.Wind und Wüste im Deutschen Namalande. (N.Jb.f.Min.usw., B. Bd.32, Stuttgart 1911)
- 1912 Bilder aus Deutsch-Südwest-Afrika.(Köln.Ztg.Nr,183,193,224,Köln 1912)
- 1913 Durchschmelzung an südafrikanischen Graniten.(Z.Deutsch.Geol.Ges.65,Monatsber.Nr.8/10,Berlin 1913)
- 1914 Kreuzschichtung als Leitmittel in überfalteten Gebirgen.(Z.f.prakt.Geol., Jahrg.1914, Berlin 1914)
- 1915 Eine neue Störungsform. (Geol.Rundsch. 6, Berlin 1915)
- 1915 Geol. Beobachtungen in Südafrika. III: Die vorkabonischen Glazialbildungen des Kaplandes. (Geol.Rundsch.6, Berlin 1915)
- 1916 Zur Entstehung schmaler Störungszonen.(Geol.Rundsch.7, Berlin 1916)
- 1916 Tektonische Probleme am Nordrand des Harzes.(Geol. Rundsch.7, Berlin 1916)
- 1916 Doggerammoniten aus Molukken.(Verl.Schweizerbart, Stuttgart 1916)
- 1918 Über die Raumbildung plutonischer Massen. (Z.Deutsch.Geol.Ges. 70, Berlin 1919)
- 1918 Zur Wünschelrutenfrage.(Z.f.Min.usw., Jahrg. 1918, Stuttgart 1918)
- 1918 Geol. Beobachtungen in Südafrika. IV. Granite des Tafellandes und ihre Raumbildung.(N.Jb.f.Min.B.Bd.42, Stuttgart 1918)
- 1919 Der Erongo - (Beiträge zur geol.Erf.d.Deutsch.Schutzgeb., H.17, Berlin 1919)
- 1920 Geologie der Schollen in schlesischen Tiefengesteinen. (Abh.Pr.Geol.L.A., N.F., H.81, Berlin 1920)
- 1921 Der Mechanismus tiefvulkanischer Vorgänge. (Samml.Vieweg, Braunschweig 1921)
- 1921 Granit und Gebirgsbildung in Deutschland. ("Kölnische Zeitung" vom 8. September 1921)
- 1921 Bau und Bodenschätze Osteuropas. (H.Cloos und E.Meister, Verl.B.G.Teubner, Leipzig 1921)
- 1921 Der Mechanismus tiefvulkanischer Vorgänge. (Die Umschau, Nr. 27, Frankfurt 1921)
- 1922 Tektonik und Magma - Untersuchungen zur Geologie der Tiefe. (Abh.Pr.Geol.L.A.,N.F., H.89, Berlin 1922)
- 1922 Der Gebirgsbau Schlesiens und die Stellung seiner Bodenschätze. (Verl. Borntraeger, Berlin 1922)
- 1923 Das Batholithenproblem. (Fortschr. d.Geol.u.Pal.H.1, Berlin 1923)
- 1923 Was liegt unter dem Granit? (Die Naturwissenschaften, Berlin 1923)
- 1923 Kurze Beiträge zur Tektonik des Magmas. (Geol.Rundsch.14, Berlin 1923)
- 1924 Granitgeologie und Lagerstätten. (Z.Stahl u. Eisen, 1924, Nr.4, Düsseldorf 1924)
- 1924 Bau und Oberflächengestaltung des Riesengebirges in Schlesien. (Geol.Rundsch.15, Berlin 1924)
- 1925 Einführung in die tektonische Behandlung magmatischer Erscheinungen (Granittektonik) - Das Riesengebirge in Schlesien. (Verlag Borntraeger, Berlin 1925)
- 1926 Zur Kritik der Granittektonik. (Z.f.Min.usw., Jahrg.1926, Abt. B, Stuttgart 1926)
- 1927 Zur Frage des Deckenbaues in Schlesien und im Fichtelgebirge. (Geol. Rundsch.18, Berlin 1927)
- 1927 Zur Tektonik alpiner Granitplutone. (Geol.Rundsch.18, Berlin 1927)
- 1927 Die Plutone des Passauer Waldes. (Monogr.z.Geol.u.Pal.,Serie II, H.3, Berlin 1927)
- 1927 Die Quellkuppe des Drachenfels am Rhein. Ihre Tektonik und Bildungsweise. (Hans & E.Cloos, Z.f.Vulkan. 11, Berlin 1927)
- 1927 Das Strömungsbild der Wolkenburg im Siebengebirge. (Hans & E.Cloos, Z.f.Vulkan. 11, Berlin 1927)
- 1928 Zur Terminologie der Plutone. (Fennia 50, Nr.2, Helsingfors 1928)
- 1928 Über antithetische Bewegungen. (Geol. Rundsch. 19, Berlin 1928)
- 1928 Experimente zur inneren Tektonik. (Z.f.Min.usw.,Jahrg.1928.Abt. B, Stuttgart 1928)
- 1928 Bau und Bewegung der Gebirge in Nordamerika, Skandinavien und Mitteleuropa. (Fortschr. Geol.u.Pal. 7, H.21, Berlin 1928)
- 1928 Structure of the Sierra Nevada Intrusive in a Cross-section from Yosemite Valley to Mono Lake California. (Bull.Geol.Soc.America 37, New York 1928)
- 1929 Zur Mechanik der Randzone von Gletschern, Schollen und Plutonen. (Geol. Rundsch.20, Berlin 1929)
- 1929 Künstliche Gebirge. (Natur u.Museum,Senckenbg.Naturf.Ges., H.5, Frankfurt 1929)
- 1929 Die jungen Plateaugranite in Südwestafrika. (C.f.Min., Jahrg.1929, Abt. A, Stuttgart 1929)
- 1929 Untersuchungen über Gebirgsbildung. (Forschung u. Fortschritte, Berlin 1929)
- 1930 Tektonische Experimente und die Entstehung von Bruchlinien. ("Rift Valleys"). (Compte Rendu 2, XV.Intern.Geol.Congr.South Africa, Pretoria 1930)
- 1930 Alter und Verband der jungen Granite in Südwest-Afrika. (Vortrag XV. Intern. Geol. Congr. South Africa, Pretoria 1930)
- 1930 Aufgaben und Methoden heutiger Geologie. (Bonner Mitt., Bonn 1930)
- 1930 Geology Today. (Pomona Coll.Mag.19, Claremont, Calif. 1930)
- 1930 Künstliche Gebirge II. (Natur u. Museum, Senckenbg.Naturf.Ges.H.6, Frankfurt 1930)
- 1930 Zur experimentellen Tektonik. (Vergleichende Analyse dreier Verschiebungen. (Geol.Rundsch.21, Sitz Berlin 1930)
- 1930 Zur experimentellen Tektonik I. Methodik und Beispiele. (Naturwissenschaften 18, Berlin 1930)
- 1931 Zur experimentellen Tektonik II. Brüche und Falten (Naturwissenschaften 19, Berlin 1931)
- 1931 Fließen und Brechen in der Erdkruste und im geologischen Experiment. (Plast.Mass.in Wissensch.u.Techn. H.1, Troisdorf 1931)
- 1931 Der Brandberg. (Hans Cloos & K.Chudoba, N.Jb.f.Min.,B.Bd.66, Abt.B, Stuttgart 1931)
- 1931 Alfred Wegener. ("Kölnische Zeitung" vom 21. Mai 1931)
- 1931 Einige Versuche zur Granittektonik. (N.Jb.f.Min.,B.Bd.64,Abt.A, Stuttgart 1931)
- 1932 Der Gang einer Falte. Einige Beobachtungen über Klüftung und Schieferung im Zusammenhang mit Faltung. (H.Cloos & H.Martin, Fortschr. d. Geol.u.Pal.Bd.11, H.33, Berlin 1932)
- 1932 Zur Mechanik großer Brüche und Gräben. (C.f.Min.,Jahrg.1932, Stuttgart 1932)
- 1933 Über Biegungsbrüche und selektive Zerlegung. (Vortrag Frankfurt a.M., Geol.Rundsch.24, Berlin 1933)
- 1933 Wie sag ich´s meinen Fachgenossen? (Geol. Rundsch. 24, Berlin 1933)
- 1933 Vom XVI. Internationalen Geologenkongreß. (Geol. Rundsch. 24, Berlin 1933)
- 1933 Über Bau und Bewegung in Nordamerika. Ein Nachtrag. (Geol.Rundsch. 24, Berlin 1933)
- 1933 Zur tektonischen Stellung des Saargebietes. (Z.Deutsch.Geol.Ges. 85, Berlin 1933)
- 1934 Zur Mechanik der nordamerikanischen Uplifts. (Geol. Rundsch. 25, Berlin 1934)
- 1934 Eine gerichtete Kontaktbreccie am Basaltstock der kleinen Schneegrube im Riesengebirge. (H.Cloos & H.Korn, Geol.Rundsch.25, Berlin 1934)
- 1934 Zur Geologie des Rheinlandes. (Jahresber.Deutsch.Forstverein 1934)
- 1935 Die Kartierung des Grundgebirges in Südwestafrika. Mit Beobachtungen zur Tiefentektonik von Faltengebirgen. (Geol.Rundsch.26, Stuttgart 1935)
- 1935 Geologische Gemeinschaftsarbeit. Einige Eindrücke und Erfahrungen. (Geol. Rundsch.26, 1935)
- 1935 Plutone und ihre Stellung im Rahmen der Krustenbewegungen. (Report of XVI. Intern.geol.Congr. 1, Washington 1933)
- 1936 Einführung in die Geologie - Ein Lehrbuch der Inneren Dynamik (Gebr. Borntraeger 1936)
- 1936 Zur Gegenwartsbedeutung der Geologie. (Geol. Rundsch. 27, Stuttgart 1936)
- 1936 Ein geologiegeschichtlicher Ausflug. (Geol. Rundsch. 27, Stuttgart 1936)
- 1936 Erde und Mensch. (Natur und Volk, Frankfurt 1936)
- 1937 Südwestafrika. Reiseindrücke 1936. (Geol. Rundsch. 28, Stuttgart 1937)
- 1937 Geologische Experimente über Erdkrustenbewegungen und Gebirgsbildungen. (Reichsstelle f. Unterrichtsfilm, zum Hochschulfilm Nr. C 162, Berlin 1937)
- 1937 Zur Großtektonik Hochafrikas und seiner Umgebung. Eine Fragestellung. (Geol. Rundsch. 28, Stuttgart 1937)
- 1937 Fortschritt in der Kartierung von Transvaal. (Geol. Rundsch. 28, Stuttgart 1937)
- 1938 Plutonismus. (Geol. Jahresber.1, Berlin 1938)
- 1938 Geologie auf Briefmarken. (geol.Rundsch.29, Stuttgart 1938)
- 1938 Primäre Richtungen in Sedimenten der rheinischen Geosynkline. (Geol. Rundsch. 29, Stuttgart 1938)
- 1938 Geologisch Zeichnen! (Geol.Rundsch. 29, Stuttgart 1938)
- 1939 Zur Einteilung und Benennung der Plutone. (H.Cloos & A.Rittmann, Geol. Rundsch. 30, Stuttgart 1939)
- 1939 Zur Morphologie, Systematik und Entwicklungsgeschichte der Vereinskurve. (Geol. Rundsch. 30, Stuttgart 1939)
- 1939 Zur Tektonik der Ostküste von Grönland. (Mitt.Naturf.Ges.Schaffh.16, Schaffhausen 1939)
- 1939 Hebung - Spaltung - Vulkanismus. (Geol. Rundsch. 30, Stuttgart 1939)
- 1939 Zur Methodik der transatlantischen Rekonstruktionen. (Geol.Rundsch.30, Stuttgart 1939)
- 1939 Zur Tektonik der Azoren. (Abh.preuß.Akad.Wiss., Phys.-math. Kl. 1940 Nr. 5, Berlin 1939)
- 1940 Der Stein der Weisen. (Geol.Rundsch. 31, Stuttgart 1940)
- 1940 Berge wachsen sehen. (Geol. Rundsch. 31, Stuttgart 1940)
- 1940 Ein Blockbild von Deutschland. Erläuterung zu einer Tafel. (Geol. Rundsch. 31, Stuttgart 1940)
- 1940 Alte Steinbrüche. (Geol. Rundsch. 31, Stuttgart 1940)
- 1940 Kleine Erinnerungen an Waldemar C. Brögger. (Geol. Rundsch. 31, Stuttgart 1940)
- 1940 Kampf um die Fläche. (Geol. Rundsch. 31, Stuttgart 1940)
- 1940 Gruß an Finnlands Staatsuniversität. Aus Anlaß ihres 300jährigen Bestehens. (Geol.Rundsch. 31, Stuttgart 1940)
- 1940 Über Achsenrampen. (Geol. Rundsch. 31, Stuttgart 1940)
- 1940 Die Maare der Eifel. (Rhein.Heimatpflege 12, Düsseldorf 1940)
- 1941 Geologie und Geopraxis. (Geol. Rundsch. 32, Stuttgart 1941)
- 1941 Axiale Unruhe und Erzgänge im Faltengebirge - Eine Bemerkung zu der Doktorarbeit von Jakob Andres. (Geologische Rundschau 32, Stuttgart 1941)
- 1941 Geologie auf Briefmarken II. (Geol. Rundsch. 32, Stuttgart 1941)
- 1941 Erdkern und Erdkreis. (Geol.Rundsch.32, Stuttgart 1941)
- 1941 Der Geologische Lehrstuhl der Universität Neuenburg in der Schweiz. (Geol. Rundsch. 32, Stuttgart 1941)
- 1941 Bau und Tätigkeit von Tuffschloten. (Geol. Rundsch. 32, Stuttgart 1941)
- 1941 Plutonismus. (Geol. Jahresber. 3A, Berlin 1941)
- 1941 Außeralpidische Tektonik. (Geol. Jahresber.3A, Berlin 1941)
- 1942 Kampf um Nordafrika. (geol.Rundsch. 33, Stuttgart 1942)
- 1942 Wie entsteht ein Rundschauheft. (Geol. Rundsch. 33, Stuttgart 1942)
- 1942 Tektonische Bemerkungen über den Boden des Golfes von Aden. (Geol. Rundsch.33, Stuttgart 1942)
- 1943 Warum Geologie. (H.Cloos, S.v.Bubnoff, G.Wagner, Aus Beitr. z. Geol. von Thüringen 7, Jena 1943)
- 1944 Geologie. (Sammlung Göschen Band 13, Berlin 1944)
- 1944 Der schwerste Stein und der härteste Kristall. (Rhein.-Westf. Zeit. v. 26.März 1944)
- 1944 Goldland Ophir. (Rhein.-Westf. Zeit. v. 7.Mai 1944)
- 1947 Der Basaltstock des Weilberges im Siebengebirge. Worte zu einer Bildtafel. (Geol. Rundsch. 35, Stuttgart 1947)
- 1947 Grundschollen und Erdnähte. Entwurf eines konservativen Erdbildes. (Geol. Rundsch.35, Stuttgart 1947)
- 1947 Gespräch mit der Erde. (Verl.R.Piper&Sohn, 1.Aufl., München 1947)
- 1948 Ground Blocks of the Continents and Ocean Bottoms. (Nature 161, 1948)
- 1948 Bildung eines Scheitelgrabens im Eise. (Geol.Rundsch.36, Stuttgart 1948)
- 1948 Die Grundschollen der Festländer und Meere. (Mitt.d.Naturf.Ges.Bern, N.F. 6, Bern 1948)
- 1948 Geologorum Conventus XVIII. (Geol.Rundsch. 36, Stuttgart 1948)
- 1948 Gang und Gehwerk einer Falte. (Z.Deutsch.Geol.Ges. 100, Stuttgart 1948)
- 1949 Über das Alter der Brüche im gefalteten Jura des Elsaß und der Schweiz. (Geol. Rundsch. 37, Stuttgart 1949)
- 1949 Gespräch mit der Erde. (Verlag Piper&Sohn, 2. Auflage, München 1949)
- 1950 Die ostafrikanischen Gräben. (Geol.Rundsch. 38, Stuttgart 1950)
- 1950 Der Schwarzwald. (Mitt.Naturf.Ges. Schaffh. 24, Schaffhausen 1950)
- 1951 Gespräch mit der Erde. (Verlag Piper&Sohn, 3. Auflage, München 1951)